# Rijksweg 5

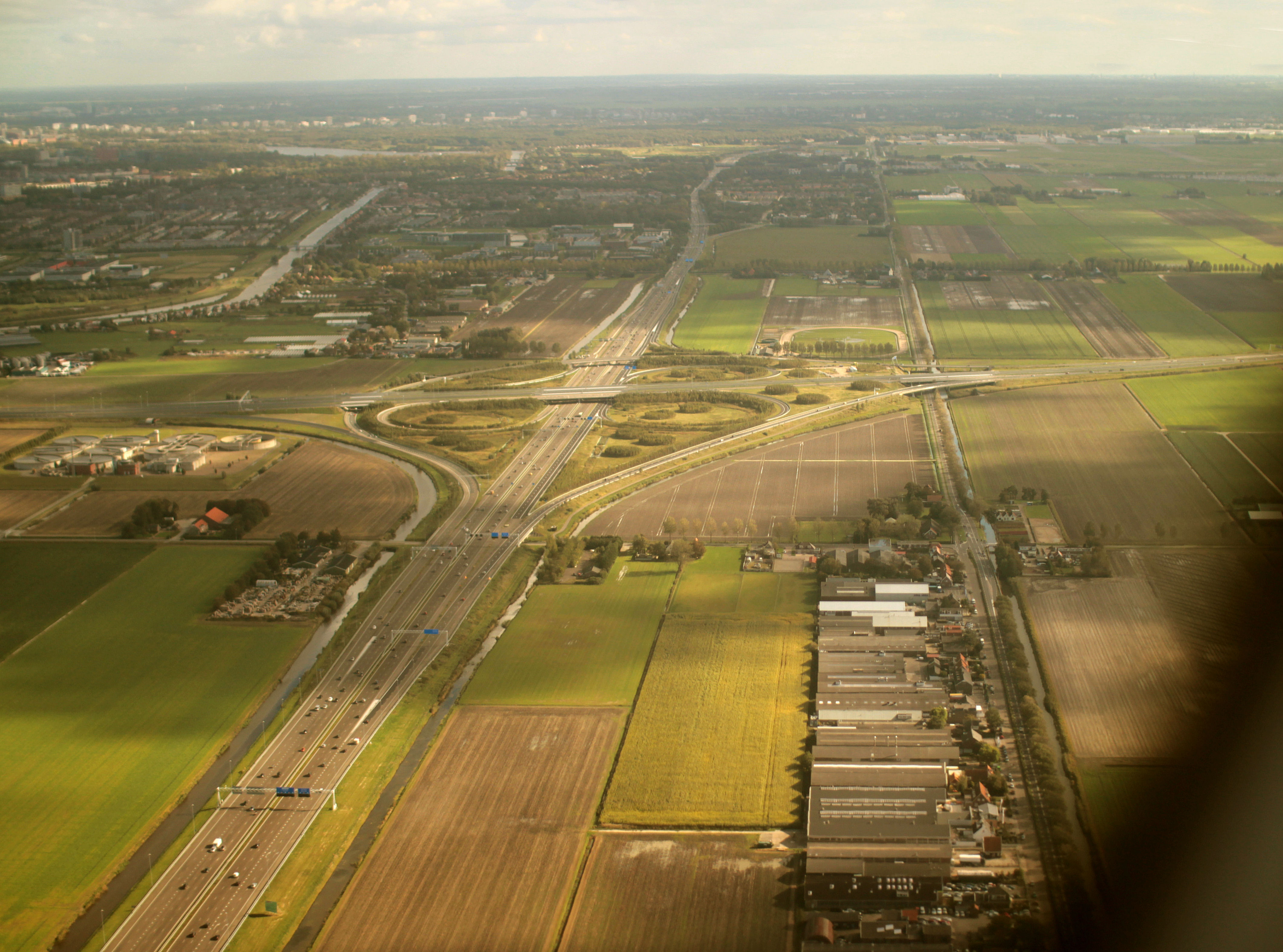
Knooppunt Raasdorp.

Rijksweg A5 is een Nederlandse autosnelweg van 17 kilometer lengte, die loopt van knooppunt De Hoek (aansluiting A4) via knooppunt Raasdorp (aansluiting A9) naar knooppunt Coenplein (A8 en A10). In het verleden was A5 het nummer van de huidige A200 (Haarlem – Halfweg).
De A5 is parallel gelegen aan de Zwanenburgbaan, een start- en landingsbaan van Schiphol, en is op 8 november 2003 voor het verkeer opengesteld, tussen De Hoek en Raasdorp. Het stuk tussen Raasdorp en Westpoort is op 14 december 2013  geopend. Het laatste deel tot aan de aansluiting op de A10 werd op 13 mei 2013 voor het verkeer opengesteld.
De gehele rijksweg 5 is uitgevoerd als 2×2-strooks autosnelweg.
De wanden van de Rolbaantunnel zijn bekleed met tegelmozaïeken van stijgende en landende vliegtuigen.

## Verlenging 'Westrandweg'
De A5 is doorgetrokken vanaf knooppunt Raasdorp naar de A10, vlak ten zuiden van de Tweede Coentunnel. De Westrandweg heeft twee afritten bij de straten Dortmuiden en Luvernes. De A5 kruist de Haarlemmerweg (N200) met een viaduct, hier is geen aansluiting voorzien.
Knooppunt Raasdorp is bij de aanleg van de Westrandweg volledig gemaakt. Het knooppunt met de A10 is daarentegen onvolledig; het kan alleen gebruikt worden voor verkeer van de Westrandweg naar knooppunt Coenplein en terug.
De weg ligt grotendeels verhoogd en vormt bij het bedrijvengebied Westpoort het langste viaduct van Nederland, met een lengte van 3,3 kilometer.
Het plan voor de aanleg van de Westrandweg was er al ruim twintig jaar voor de opening. In 1991 nam de toenmalige minister van Verkeer en Waterstaat, Hanja Maij-Weggen, een besluit over het tracé van de Westrandweg. Met de aanleg werd echter niet begonnen.
Het Bereikbaarheidsoffensief Randstad (BOR) maakte in 2000 extra investeringen in het Noord-Hollandse hoofdwegennet mogelijk. Op verzoek van diverse regionale overheden werd een groot deel van dat budget gereserveerd voor de aanleg van de Westrandweg, de omleiding van doorgaand verkeer op de N200 uit Halfweg en de aanleg van de Tweede Coentunnel. Het Rijk en de regionale overheden zorgden vervolgens voor de noodzakelijke aanvullende financiering. Het besluit voor de Westrandweg, dat in 1991 was vastgesteld, bleek verouderd. Daarom is in maart 2004 een nieuwe Tracéwetprocedure voor de Westrandweg opgestart. Op 23 augustus 2005 verscheen de Trajectnota. Daarin is het voorkeurstracé uit 1991 getoetst aan het huidige beleid en de huidige regelgeving.

## Opening van verlenging van de Westrandweg
In het eerste kwartaal van 2004 zijn de procedures gestart voor de aanleg van de Westrandweg, De werkzaamheden zijn in 2009 begonnen. Op 14 december 2012 is de Westrandweg geopend tussen knooppunt Raasdorp en de aansluiting Amsterdam-Westpoort (afrit 3). De Tweede Coentunnel was al gereed, doch kwam nog niet in gebruik omdat het softwaresysteem nog niet op orde was. De opening vond plaats op 13 mei 2013 na het gereedkomen van de aansluiting op de A10. Na opening van de Tweede Coentunnel is de 'oude' Coentunnel een jaar gesloten geweest voor renovatie. Op 21 juli 2014 is de tunnel heropend.

## Aantal rijstroken
| Traject                                  | Aantal rijstroken | Maximumsnelheid |
| ---------------------------------------- | ----------------- | --------------- |
| Knooppunt De Hoek – Knooppunt Raasdorp   | 2×2               | 130 km/h*       |
| Knooppunt Raasdorp – Knooppunt Coenplein | 2×2               | 100 km/h        |
| * maximumsnelheid tussen 6-19h: 100 km/h |                   |                 |

## Trivia
- Op 24 november 2012 is er een eenmalige hardloopwedstrijd, de Westrandweg Run, gehouden op het toen te openen gedeelte van de Westrandweg.
- Voor de Ringvaartbrug A5 waren bijzonder lange brugliggers nodig.
- Zowel de lantaarnpalen als de portalen waar de matrixborden aan vast zitten buigen onderaan af naar het wegdek en zijn dus niet recht zoals bij de andere rijkswegen.